# Orton (Northamptonshire)
Orton – wieś w Anglii, w hrabstwie Northamptonshire, w dystrykcie (unitary authority) North Northamptonshire. Leży 20 km na północ od miasta Northampton i 111 km na północny zachód od Londynu.